# دهستان بناجوی غربی
دهستان بناجوی غربی یکی از دهستان‌های استان آذربایجان شرقی است که در بخش مرکزی شهرستان بناب واقع شده‌است.